# Claxton (Geórgia)
Claxton é uma cidade localizada no estado americano de Geórgia, no Condado de Evans.

## Demografia
Segundo o censo americano de 2000, a sua população era de 2 276 habitantes.
Em 2006, foi estimada uma população de 2 386, um aumento de 110 (4.8%).

## Geografia
De acordo com o United States Census Bureau tem uma área de 4,0 km², dos quais 4,0 km² cobertos por terra e 0,0 km² cobertos por água. Claxton localiza-se a aproximadamente 46 m acima do nível do mar.

## Localidades na vizinhança
O diagrama seguinte representa as localidades num raio de 24 km ao redor de Claxton.